# Гідроксид-іон

Модель гідроксид-іона. Атом O намальовано червоним, атом H — білим

Гідроксид-іон — однозарядний аніон складу OH–.
Утворюється у водних розчинах внаслідок електролітичної дисоціації води (включно з випадком гідролізу солей) та/або розчинених гідроксидів. Знаходиться у вузлах кристалічної ґратки твердих лугів. Визначається в газовій фазі в ізольованому вигляді за жорстких умов.
Параметри OH– в газовій фазі: d(O–H)=0,96 Å, енергія іонізації 176,13 кДж/моль, дає смугу в ІЧ спектрі при 3800 см–1. В нескінченно розведеному, тобто ідеальному, водному розчині абсолютна рухливість складає 17,8·10–8 м²·с⁻¹·В⁻¹. Термодинамічні характеристики наведено в таблиці (для розчину наведено відносні парціальні моляльні величини).
| Стан частинки        | ΔHo утв,298, кДж/моль | So 298, Дж·моль⁻¹·К⁻¹ | Co p, Дж·моль⁻¹·К⁻¹ |
| -------------------- | --------------------- | --------------------- | ------------------- |
| В газовій фазі       | –143,2                | 172,32                | 29,14               |
| В ідеальному розчині | –230,0                | –10,5                 | –139,7              |

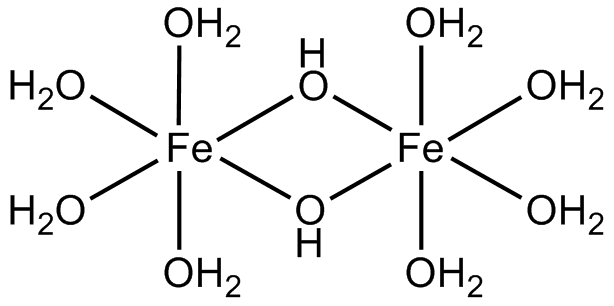
Двохядерний комплекс феруму із двома містковими гідроксид-іонами

В твердих гідроксидах йонний радіус та поляризовність гідроксид-іона великі, тому гідроксиди мають зазвичай рихлу шарувату структуру із великою мірою ковалентним зв'язком метал—OH–. При гідролізі солей металів (здебільшого багатозарядних катіонів) утворюються багатоядерні комплексні частинки, в яких гідроксид-іон виконує функцію містка між катіонами, тобто приєднаний одразу до двох катіонів металу.